# Гноєтворні бактерії
Гноєтво́рні бакте́рії, або піоге́нні бакте́рії (англ. Pyogenic bacteria) — медичний термін, який застосовується для означення бактерій, що спричинюють гнійні інфекції у тварин і людини.

До цього типу бактерій належать стафілококи, гонококи, стрептококи, менінгококи, синьо-гнійна паличка та ціла низка інших мікроорганізмів. Приналежність бактерій до гноєтворних визначається їх здатністю при контакті в зоні запалення з лейкоцитами організму людини звільняти лейкоцидин — речовину, яка призводить до загибелі лейкоцитів і утворення гнійних тілець — основного компоненту гною. Властивостей гноєтворення за певних умов можуть набувати численні види негноєтворних бактерій. Наприклад, збудник черевного тифу (Salmonella typhi) не є гноєтворним мікробом, але може спричиняти гнійний холецистит.

До найчастіших гнійних захворювань, які спричиняються гноєтворними мікробами, належать абсцес, флегмона, фурункул, карбункул, остеомієліт, некротизуючий фасціїт.

## Перелік типових гноєтворних бактерій
Типові гноєтворні бактерії:
- Staphylococcus aureus
- Staphylococcus epidermidis
- Streptococcus pyogenes

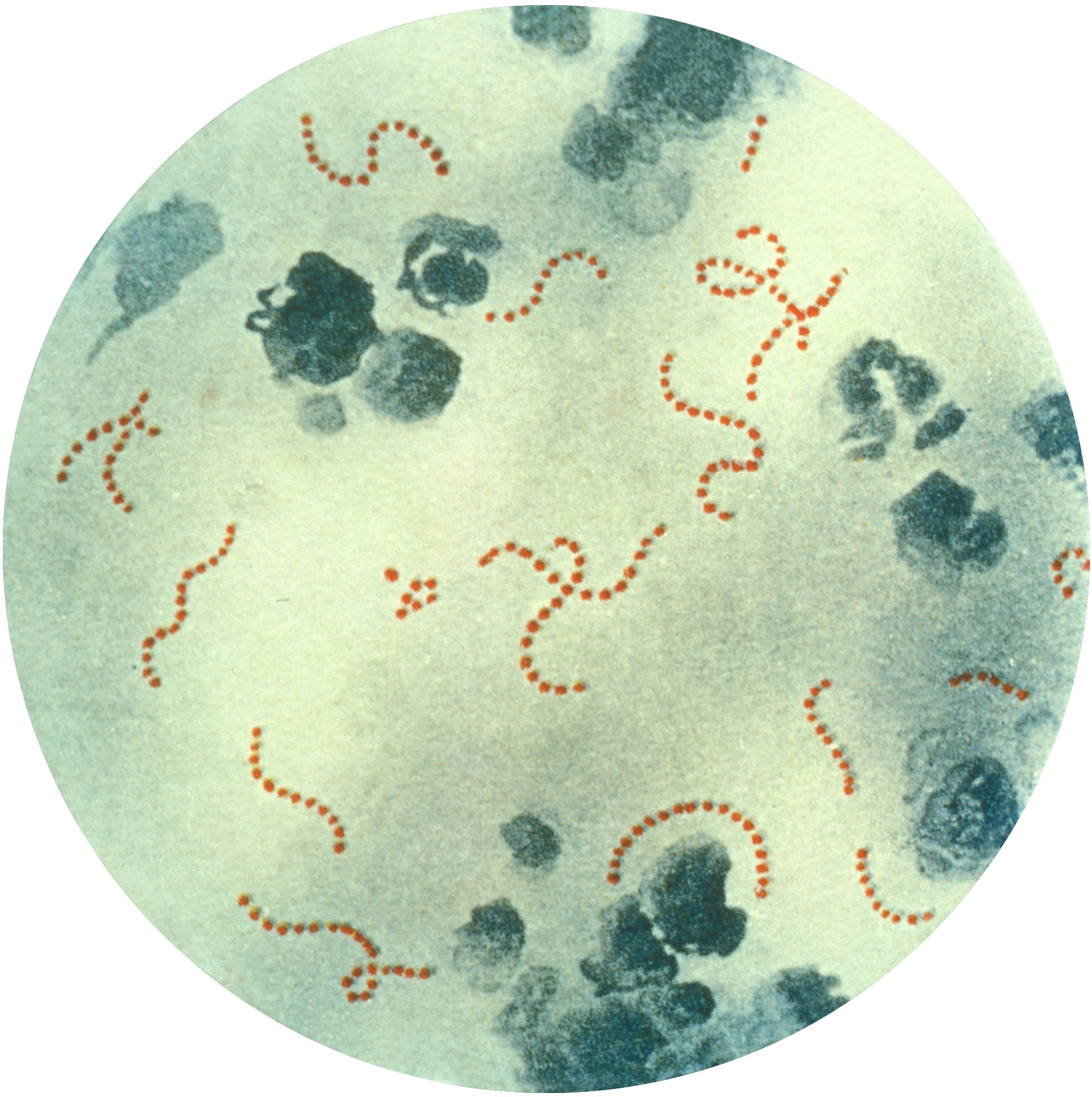
Streptococcus pyogenes, збільшення 900x

- Escherichia coli (Bacillus coli communis)
- Streptococcus pneumoniae (Fraenkel pneumococcus)
- Klebsiella pneumoniae (Friedländer bacillus)
- Salmonella typhi (Bacillus typhosus)
- Pseudomonas aeruginosa
- Neisseria gonorrhoeae
- Actinobacteria
- Burkholderia mallei (Glanders bacillus)
- Mycobacterium tuberculosis (tubercle bacillus)